# Tetraloniella albata
Tetraloniella albata är en biart som först beskrevs av Cresson 1872.  Tetraloniella albata ingår i släktet Tetraloniella och familjen långtungebin. Inga underarter finns listade i Catalogue of Life.